# Lista över fornlämningar i Kristianstads kommun (Rinkaby)
Lista över fornlämningar i Kristianstads kommun (Rinkaby) är en förteckning av ett urval av de fornlämningar som finns i Rinkaby i Kristianstads kommun.
| Namn                      | Lämningstyp                 | Tillkomsttid | Historisk indelning | Plats | Läge                 | ID-nr          | Bild                                 |
| ------------------------- | --------------------------- | ------------ | ------------------- | ----- | -------------------- | -------------- | ------------------------------------ |
| Tobbe sten (Rinkaby 2:1)  | Grav markerad av sten/block |              | Rinkaby, Skåne      |       | 55.994524, 14.284022 | 10110700020001 | Ladda upp en bild av detta fornminne |
| Rinkaby 3:1               | Hög                         |              | Rinkaby, Skåne      |       | 55.994002, 14.284473 | 10110700030001 | Ladda upp en bild av detta fornminne |
| Rinkaby 3:2               | Hög                         |              | Rinkaby, Skåne      |       | 55.993721, 14.284415 | 10110700030002 | Ladda upp en bild av detta fornminne |
| Rinkaby 3:3               | Hög                         |              | Rinkaby, Skåne      |       | 55.993481, 14.284779 | 10110700030003 | Ladda upp en bild av detta fornminne |
| Rinkaby 3:4               | Hög                         |              | Rinkaby, Skåne      |       | 55.993148, 14.284551 | 10110700030004 | Ladda upp en bild av detta fornminne |
| Rinkaby 4:1               | Hög                         |              | Rinkaby, Skåne      |       | 55.991666, 14.284347 | 10110700040001 | Ladda upp en bild av detta fornminne |
| Rinkaby 4:2               | Hög                         |              | Rinkaby, Skåne      |       | 55.991347, 14.284389 | 10110700040002 | Ladda upp en bild av detta fornminne |
| Rinkaby 5:1               | Hög                         |              | Rinkaby, Skåne      |       | 55.990868, 14.284512 | 10110700050001 | Ladda upp en bild av detta fornminne |
| Rinkaby 9:1               | Hög                         |              | Rinkaby, Skåne      |       | 55.989971, 14.295035 | 10110700090001 | Ladda upp en bild av detta fornminne |
| Pestgården (Rinkaby 17:1) | Begravningsplats            |              | Rinkaby, Skåne      |       | 55.982769, 14.284700 | 10110700170001 | Ladda upp en bild av detta fornminne |
| Rinkaby 25:1              | Hög                         |              | Rinkaby, Skåne      |       | 55.982762, 14.288052 | 10110700250001 | Ladda upp en bild av detta fornminne |
| Rinkaby 31:1              | Hög                         |              | Rinkaby, Skåne      |       | 55.996054, 14.312260 | 10110700310001 | Ladda upp en bild av detta fornminne |
| Rinkaby 44:1              | Hög                         |              | Rinkaby, Skåne      |       | 55.981329, 14.288567 | 10110700440001 | Ladda upp en bild av detta fornminne |